# Каргальсков, Георгий Дмитриевич
Георгий Дмитриевич Каргальсков (Каргальский) (1883 — 1954) — один из известных казачьих офицеров Донской армии, генерал-майор (1919), георгиевский кавалер.

## Биография
Родился 1 июля 1883 года. Из потомственных дворян Области Войска Донского, сын офицера, казак станицы Верхне-Каргальской.
Полковник (1917), генерал-майор (18.11.1919). Окончил Донской кадетский корпус и Николаевское кавалерийское училище (1904). 
Участник Первой мировой войны: офицер лейб-гвардии Атаманского полка, тяжело ранен, награждён Георгиевским оружием, 1914−1917. 

### В Белом движении
- Командир отряда добровольцев из гвардейских казачьих полков, 02−05.1918.
- Участник Степного похода генерала Попова Г. Х.
- С 12.05.1919 — командир 12-й Донской казачьей бригады 9-й Донской дивизии (генерала Секретева) в 4-м Донском корпусе генерала Мамонтова, 06.1918−10.1919.
- Участник «Рейда Мамонтова».
- Командир 9-й Донской казачьей дивизии, 11.1919−03.1920.
- Командир 1-й бригады 2-й Донской казачьей дивизии Донского корпуса в Русской армии, 05−11.1920.

Эвакуирован из Крыма (11.1920). В эмиграции — с ноября 1920 года, во Франции. 
Умер 28 марта 1954 года в Париже.

## Награды
- Орден Святого Станислава 3-й ст. (ВП 7.01.1907)
- Орден Святого Владимира 4-й ст. с мечами и бантом (ВП 28.01.1915)
- Орден Святой Анны 4-й ст. с надписью «за храбрость» (ВП 15.03.1915)
- Георгиевское оружие (ВП 24.01.1917)